# Richard Z. Kruspe
Richard Z. Kruspe (Wittenberge, 1967. június 24. –) a német metál banda, a Rammstein egyik alapítója és szólógitárosa. Szintén ő alapította az Emigrate nevű zenekart.

## Életrajz
Wittenberge-ben, Kelet-Németországban született. Két nővére és egy bátyja van. Szülei elváltak, amikor fiatal volt. Anyja újraházasodott, de Kruspe nem jött ki jól mostohaapjával.
Gyerekként Richard rajongott a Kiss együttesért. "A Kiss a kapitalizmust jó dologként jelenítette meg. Minden gyerek Kiss-rajongó volt, mivel ez egy nagyon nagy együttes volt. A gyerekek a füzeteikbe firkálták a KISS szót, és ha a tanár észrevette, ki is rúghatták őket csak azért, mert leírták a füzetükbe." 12 éves korában kirakott egy Kiss-posztert a szobájába, de az apja széttépte. Richard egész éjjel fönn volt, és a posztert ragasztotta.
16 éves korában néhány barátjával elment Csehszlovákiába, ahol vett egy gitárt. Eredetileg el akarta adni, mivel akkoriban sokba került, és úgy gondolta, így sok pénzhez juthat. Mikor visszament Kelet-Németországba, egy lány megkérte, hogy játsszon. Azt válaszolta, hogy nem tud, de a lány ragaszkodott ahhoz, hogy játsszon, így elkezdte pengetni a húrokat. Ekkor rájött, hogy a lányok szeretik azokat a fiúkat, akik tudnak gitározni. Ezután 2 évig minden nap és éjjel játszott.
19 évesen megunta azt a fásult zenét, ami lakóhelyén volt, így Kelet-Berlinbe költözött. Egyedül élt, és egyedül zenélt, mivel nem volt senki, akit ismert volna.
1989. október 10-én a berlini fal leomlása előtt épp metróval ment valahová. Mikor kiért az aluljáróból, épp egy politikai tüntetés közepébe került. Fejbe vágták, és letartóztatták, csak azért, mert ott volt. 6 napot börtönben töltött, és miután kijött, elhatározta, hogy elmegy Kelet-Németországból, és Magyarországon át Nyugat-Németországba ment. Mikor leomlott a fal, visszaköltözött.

## Érdekességek
- Richard birkózó volt tinédzser korában, de 15 éve abbahagyta.
- 1992-ben született lánya, Khira Li Lindemann, akinek anyja Till Lindemann volt felesége
- 1992-ben utazott először az USA-ba Till Lindemann-nal és Oliver Riedellel. Ekkor jött rá, hogy nem akarja az amerikai zenét utánozni, és inkább egyedi német hangzást alkotna.
- 1999-ben feleségül vett egy dél-afrikai színésznőt, Caron Bernsteint. Zsidó esküvő volt, és Richard maga írta a zenét. Házasságuk alatt Richard fölvette a felesége nevét, így Richard Kruspe Bernstein lett. 2004-ben elváltak, és nevét visszaváltoztatta az eredeti Kruspe-ra.
- A 2005. július 23-i Rammstein koncerten egy fekete ESP Eclipse I CTM gitáron játszik
- 2001 körül Berlinből New Yorkba költözött, közel volt feleségéhez, Caron Bernsteinhez.
- Folyékonyan beszél angolul erős amerikai akcentussal, és az Emigrate együttesben angolul énekel.
- Ő írta a Rammstein Engel című számának a szövegét.
- Régen egy üvegvisszaváltóban dolgozott.
- Kedvenc együttesei többek között a Kiss, AC/DC, Red Hot Chili Peppers, Black Sabbath és Pantera.

## A Rammstein megalakulása
1989-ben Nyugat-Németországba szökött Ausztria és Magyarország között. 1991-ben megalapította az Orgasm Death Gimmicks nevű együttest. Akkoriban nagyon befolyásolta az amerikai zene. A berlini fal leomlása után Schwerinbe költözött, ahol Till Lindemann kosárfonóként dolgozott és a First Arsch-ban dobolt.
Richard Oliver Riedellel élt együtt, aki a The Inchtabokatables-ban volt basszusgitáros. Szintén lakótársuk volt Christoph Schneider is, aki a Die Firmában dobolt. Ők hárman elkezdtek együtt dolgozni egy új projekten.
Richardnak nehezére esett egyszerre zenét és dalt írnia, így megkérte Till Lindemann-t, hogy csatlakozzon hozzájuk. Ők négyen fölvették az első Rammstein demót, és beküldték egy versenyre, ami új együtteseknek volt meghirdetve. Megnyerték, és ezzel fölhívták magukra Paul Landers figyelmét. Landers a Feeling B-ben játszott Christian "Flake" Lorenzcel. Megpróbálták  Lorenz-t is meggyőzni, hogy beszálljon, de ő nem nagyon rajongott az ötletért. Úgy gondolta, unalmas lenne ez számára, de végül beleegyezett.

## Az Emigrate megalakulása
Az Emigrate Richard mellékpojektjeként alakult 2005-ben. A Rammstein tagjai közül csak ő vesz részt ebben. Az első album Emigrate címmel 2007. augusztus 31-én jelent meg Németországban, Ausztriában és Svájcban. Nem sokkal ezután kiadtak egy kislemezt is New York City címmel. Archiválva 2013. április 6-i dátummal a Wayback Machine-ben